# Gianluca Vialli
Gianluca Vialli ([dʒanˈluːka ˈvjalli]; * 9. Juli 1964 in Cremona; † 6. Januar 2023 in London) war ein italienischer Fußballspieler und ‑trainer. Als Spieler gewann der Stürmer mit Sampdoria Genua, Juventus Turin und später auch mit dem FC Chelsea als Spielertrainer zahlreiche nationale und internationale Titel.
Er spielte 59 Mal in der italienischen Nationalmannschaft, mit der er an den Fußball-Weltmeisterschaften 1986 und 1990 sowie der Fußball-Europameisterschaft 1988 teilnahm. Er wurde 2015 in die Hall of Fame des Italienischen Fußballs aufgenommen.

## Spielerkarriere

### Verein
In seiner Jugend spielte er für seinen Heimatverein US Cremonese, den er in die Serie B führte. Hier wurden andere Vereine auf ihn aufmerksam und es kam zu seiner Verpflichtung durch Sampdoria Genua.
Bei Sampdoria bildete er mit seinem langjährigen Freund Roberto Mancini ein Sturmduo, das auch unter dem Spitznamen „gemelli del gol“ (deutsch: „Tor-Zwillinge“) bekannt war. Mit Sampdoria wurde er 1990 Europapokalsieger der Pokalsieger und gewann 1990/91 die einzige italienische Meisterschaft der Vereinsgeschichte. Darüber hinaus stand er mit Sampdoria in zwei weiteren Europapokalfinales (1989 im Europapokal der Pokalsieger und 1992 in der Champions League), verlor diese jedoch jeweils gegen den FC Barcelona.
Im Jahr 1992 wechselte Vialli zu Juventus Turin, wo er weitere nationale und internationale Erfolge feiern sollte. Gerade im Jahr 1994 setzte er sich mit neuem Look (Glatze) im Verein durch, da auch der neue Trainer, Marcello Lippi, hinter ihm stand. Er wurde schnell zur Führungspersönlichkeit des erfolgreichen Kaders und dessen Kapitän. Für Spieler wie Alessandro Del Piero wurde er zu Leitfigur und Vorbild. So erreichte er 1993 und 1995 jeweils die UEFA-Pokal-Finalspiele und gewann die ersten auch mit Turin gegen Borussia Dortmund, während er sich beim zweiten Mal dem AC Parma geschlagen geben musste. Schließlich folgte 1996 mit dem Gewinn der Champions League gegen Ajax Amsterdam die Krönung. Vialli ist damit einer der wenigen Spieler, die alle drei Europapokale gewannen (u. a. noch Arnold Mühren, Marco Tardelli, Gaetano Scirea, Vítor Baía, Danny Blind, Sonny Silooy, Sergio Brio und Antonio Cabrini). Ferner ist er der einzige, der in allen drei Wettbewerben jeweils Endspiele gewonnen und verloren hat.
Nach diesem Erfolg wechselte er zum FC Chelsea nach England. Dort wurde er nach der Entlassung von Ruud Gullit im Februar 1998 gleichzeitig – als erster Italiener in der Premier League – Spielertrainer des Vereins, setzte sich selbst noch einige Male ein und gewann am Ende der Spielzeit nochmals den Europapokal der Pokalsieger als Spielertrainer (1:0 gegen den VfB Stuttgart). Mit 33 Jahren war er der jüngste Siegtrainer in der Geschichte des Europapokals und hatte gleichzeitig selbst im Endspiel in der Startaufstellung gestanden. Den Rekord hat mittlerweile André Villas-Boas 2011 unterboten. Seine Spielerlaufbahn beendete er noch nicht, sondern bestritt bis 1999 ein weiteres Jahr als Trainer und Spieler, in dem er Chelsea als Tabellendritter zur besten Platzierung seit 1970 und erstmals in der Vereinsgeschichte in die Champions League führte.
Danach beendete er schließlich seine aktive Laufbahn, stieß in seiner ersten Saison nur als Trainer ins Viertelfinale der Champions League vor und gewann am Ende der Saison den FA Cup. Zur Saisoneröffnung 2000/01 erreichte er mit dem Charity Shield den fünften Titelgewinn in drei Jahren und war damit, ursprünglich als Spieler in diese Rolle gerutscht, der bis dahin erfolgreichste Trainer in Chelseas Geschichte. Es wurde jedoch auch der letzte Titel seiner Karriere. Nach Streitigkeiten mit einigen Spielern und einem schlechten Saisonstart wurde er bereits nach fünf Partien im September 2000 entlassen. Lediglich in der Spielzeit 2001/02 war er beim Zweitligisten FC Watford nochmals ein Jahr als Trainer aktiv. Trotz zahlreicher Investitionen stand am Ende der Saison jedoch nur der 14. Tabellenplatz zu Buche und Vialli musste den Verein verlassen.
Gianluca Vialli nahm an sieben Europapokalendspielen teil: Er stand 1989 und 1990 mit Sampdoria Genua im Europapokalfinale der Pokalsieger sowie 1992 im Finale des Europapokals der Landesmeister, mit Juventus Turin 1993 und 1995 im UEFA-Pokal-Finale sowie 1996 im Finale der Champions League und schließlich mit dem FC Chelsea 1998 erneut im Finale des Europapokals der Pokalsieger.

### Nationalmannschaft
Gianluca Vialli spielte 59 Mal für die italienische Nationalelf und erzielte dabei 16 Tore. Er nahm an den Weltmeisterschaften 1986 und 1990 sowie an der Europameisterschaft 1988 teil.

### Erfolge als Spieler

#### Sampdoria Genua
- Italienischer Meister: 1990/91
- Italienischer Pokalsieger: 1984/85, 1987/88, 1988/89
- Italienischer Supercupsieger: 1991
- Europapokalsieger der Pokalsieger: 1989/90

#### Juventus Turin
- Italienischer Meister: 1994/95
- Italienischer Pokalsieger: 1994/95
- Italienischer Supercupsieger: 1995
- Champions-League-Sieger: 1995/96
- UEFA-Pokal-Sieger: 1992/93

#### FC Chelsea
- Englischer Pokalsieger: 1996/97
- Englischer Ligapokalsieger: 1997/98
- Europapokalsieger der Pokalsieger: 1997/98
- UEFA-Super-Cup-Sieger: 1998

#### Nationalmannschaft
- U-21-Vize-Europameister: 1986
- Dritter der Weltmeisterschaft: 1990

#### Persönliche Auszeichnungen
- Torschützenkönig:
  - U-21-Europameisterschaft: 1986 (4 Treffer)
  - Europapokal der Pokalsieger: 1989/90 (7 Treffer)
  - Serie A: 1990/91 (19 Treffer)
  - Coppa Italia: 1988/89 (13 Treffer – Rekord)
- Verdienstordens der Italienischen Republik (Ritter): 1991
- Verdienstorden der Italienischen Republik (Komtur) – für den Gewinn der Europameisterschaft 2021[3]
- World Soccer Spieler des Jahres: 1995
- Hall of Fame des Italienischen Fußballs: 2015
- Premio internazionale Giacinto Facchetti: 2019

## Trainerkarriere

### Erfolge als Trainer

#### FC Chelsea
- Englischer Pokalsieger: 1999/2000
- Englischer Ligapokalsieger: 1997/98
- Charity-Shield-Sieger: 2000
- Europapokalsieger der Pokalsieger: 1997/98
- UEFA-Super-Cup-Sieger: 1998

## Nach der aktiven Zeit
Von Oktober 2019 bis Dezember 2022 war Gianluca Vialli Delegationschef der italienischen Nationalmannschaft und somit enger Vertrauter von Cheftrainer Roberto Mancini, seinem ehemaligen Stürmerkollegen bei Sampdoria Genua. In dieser Funktion war er am Gewinn der Fußball-Europameisterschaft 2021 beteiligt.

## Privates
Gianluca Vialli war seit 2003 verheiratet und Vater zweier Töchter.
Im November 2018 gab er bekannt, dass er sich einer Behandlung von Bauchspeicheldrüsenkrebs unterzogen hatte. Im Dezember 2022 trat Vialli temporär von seinem Amt als Delegationschef der italienischen Nationalmannschaft zurück, um erneut die Krebserkrankung behandeln zu lassen.
Eine Woche später wurde er in eine Klinik an seinem Wohnort London eingeliefert; er starb dort am 6. Januar 2023.

## Veröffentlichungen (Auswahl)
- mit Gabriele Marcotti: The Italian Job, Bantam Books, 2007, ISBN 978-0-553-81787-4.
- Goals: Inspirational Stories to Help Tackle Life’s Challenges, Headline Publishing Group, 2020, ISBN 978-1-4722-7488-5.
- mit Roberto Mancini: La bella stagione, Arnoldo Mondadori Editore, Mailand 2021, ISBN 978-88-04-73864-0.